# Egaal kijkgaatje
Het egaal kijkgaatje (Monopis imella) is een vlinder uit de familie Tineidae, de echte motten.
De spanwijdte van de vlinder bedraagt tussen de 11 en 15 millimeter.
De rups van het egaal kijkgaatje leeft van dierlijke en plantaardige resten, in het bijzonder van veren, haren en dons.
De soort komt verspreid over Europa voor. Het egaal kijkgaatje is in Nederland en in België een zeer zeldzame soort.